# Mensaje de error

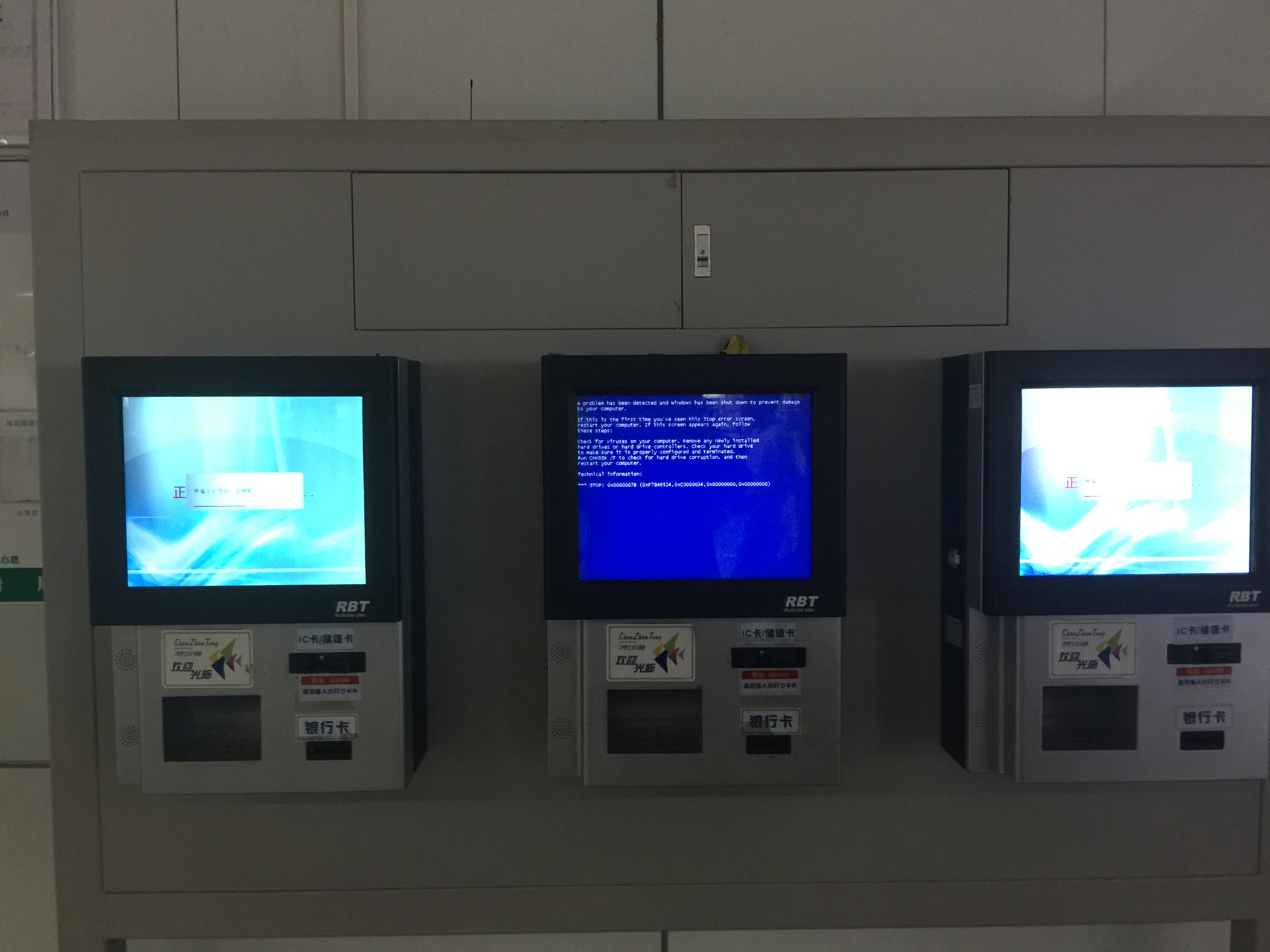
Un mensaje de error conocido, es la pantalla azul de la muerte, una pantalla que aparece cuando un error de sistema en un sistema operativo Windows no puede ser recuperado, en la imagen se muestra esta pantalla en un computador de la Línea 5 del Metro de Shenzhen.

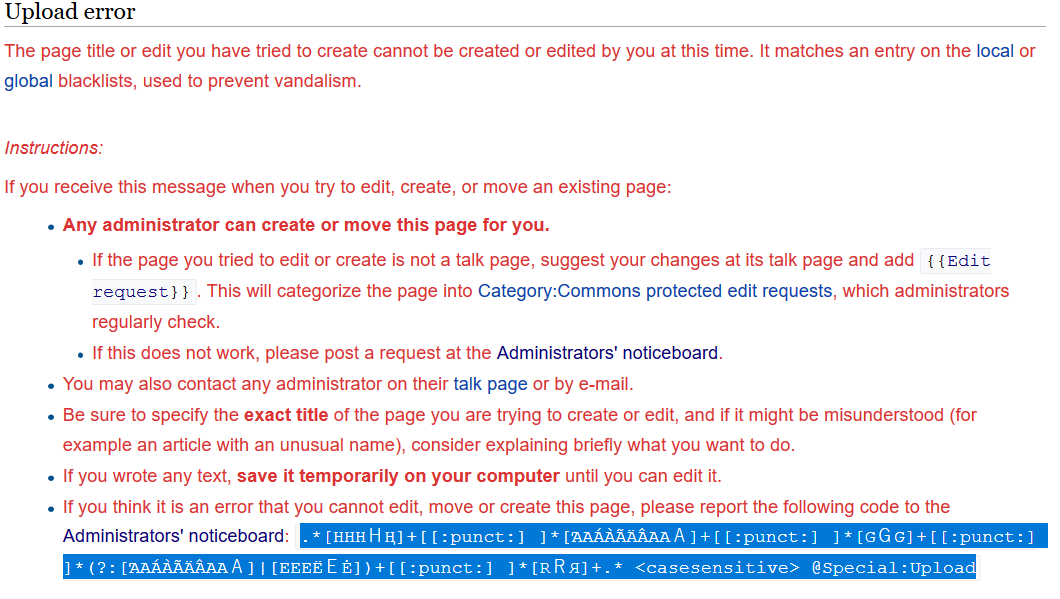
Un mensaje de error en la Wikipedia en inglés en la que se menciona que no se puede publicar un artículo debido a la presencia de un hipervínculo a un sitio externo que se encuentra en una lista negra por ser considerado spam.

Un mensaje de error es la información mostrada por un dispositivo, generalmente un software o ordenador, indicando un error en el procesamiento de una instrucción dada.
En sistemas operativos modernos con interfaz gráfica de usuario, los mensajes de error a menudo se muestran usando cuadros de diálogo, informando al usuario de un problema que no permite la ejecución de una tarea determinada. Según el tipo de fallo que se produjo, el mensaje de error puede contener los motivos del fallo y las acciones que el usuario debe realizar para continuar.
Los mensajes de error son un término muy usado en la informática, y forman parte de cualquier sistema operativo o hardware de computadora. El diseño adecuado de los mensajes de error es un tema importante en la usabilidad y otros campos de la interacción humano-computadora.

## Mensajes de error comunes
Acceso denegado
Este error ocurre cuando el usuario no tiene privilegios para un archivo, o ha sido bloqueado por algún programa o usuario.[cita requerida]
Dispositivo no preparado
Este error ocurre con mayor frecuencia cuando no hay un Disquete (o un mal disco) en la unidad de disco y el sistema intenta realizar tareas implicando a este disco,[cita requerida]
Archivo no encontrado
El archivo en cuestión esta dañado, movido, eliminado o un error informático probablemente este causando este error, Alternativamente, el archivo simplemente no existe, o el usuario escribió mal el nombre del archivo, más frecuente interfaces de línea de comandos que en interfaces gráficas de usuario donde los archivos se representan con iconos y usuarios no escriben nombres de archivos.[cita requerida]
Poco espacio en el disco duro
Este error ocurre cuando en el disco duro esta (por poco) lleno. Para arreglar esto, el usuario debería cerrar algunos programas (para liberar el uso del archivo de intercambio) (más notable en MacOS) y eliminar varios archivos (normalmente archivos temporales, u otros archivos después de que hayan sido respaldados), o conseguir un disco duro más grande.[cita requerida]
Sin memoria
Este error cuando el sistema se queda sin memoria o trata de cargar un archivo un poco grande para guardar en la memoria RAM. la solución es cerrar varios programas, o instalar más memoria
[nombre del programa] dejó de responder[cita requerida]
Este mensaje es mostrado por Microsoft Windows Vista y más tarde cuando un programa causa un fallo de protección general o error de página inválida.[cita requerida]

## Mensajes de error notables
- ¿Abortar, Reintentar, Ignorar?: Un mensaje de error notoriamente confuso visto en MS-DOS.
- Guru Meditation: Mensaje de error severo presente en sistemas AmigaOS.
- Pantalla azul de la muerte: Mensaje de error severo presente en los sistemas operativos Microsoft Windows y ReactOS.[5]
- Kernel panic: Mensaje de error severo presente en sistemas operativos basados en Unix.
- Error 404: Mensaje producido por un error cuando el navegador conecta con el servidor pero no encuentra el recurso solicitado.[6][7]